# Ursula Ullrich
Ursula Ullrich (* 8. April 1932 in Dresden) ist eine deutsche Schriftstellerin.

## Leben
Ursula Ullrich wurde 1932 in Dresden geboren. In erster Ehe war sie mit dem Zoologen Wolfgang Ullrich verheiratet, mit dem sie Reisen nach Afrika und Asien unternahm. Gemeinsam veröffentlichten sie unter anderem 1962 Im Dschungel der Panzernashörner und 1965 Hati-Hati. Auf Elefantenrücken durch indische Wildnis.
Bereits im Jahr 1958 schrieb Ullrich ihr erstes Kinderbuch, verfasste aber ebenso Reiseberichte, z. B. für Die Weltbühne, Erzählungen, Kurzgeschichten, Feuilletons und arbeitete für Presse und Fernsehen. Seit 1968 arbeitet sie ausschließlich als Schriftstellerin und widmet sich seit 1980 vorwiegend dem Kinderbuch.
Sie war in der DDR Mitglied der Blockpartei CDU und des Schriftstellerverbandes der DDR.
Ursula Ullrich lebt und arbeitet auf der Insel Rügen, bis zu dessen Tod gemeinsam mit dem Maler und Grafiker Gottfried Sommer (1935–2024).

## Werke (Auswahl)
Bildbände
- Rügen Inselwege. 2. Auflage. Edition Freund, Dresden 2004, ISBN 3-936477-32-9.
- November auf Hiddensee. Gedankengänge. Edition Freund, Dresden 2001, ISBN 3-936477-31-0.

Prosa
- Rolltreppenbekanntschaften. Feuilletons Geschichten und manches andere. Mitteldeutscher Verlag, Halle 1981.
- Am Abend sind die Schatten lang. Erzählungen. 2. Auflage. Union Verlag, Berlin 1990, ISBN 3-372-00091-9.

Sachbücher
- Und dann wurden Tiere unsere Gefährten. Radebeul 1953 (mit Wolfgang Ullrich).
- Weiße Frau im Dornenkral. 3. Auflage. Neumann-Verlag, Radebeul 1959.
- Löwen waren unsere Nachbarn. Über die Alpen nach Nairobi. Neumann-Verlag, Radebeul 1973.
- Im Dschungel der Panzernashörner. 3. Auflage. Neumann-Verlag, Radebeul 1973 (mit Wolfgang Ullrich).
- Hati-Hati. Auf Elefantenrücken durch indische Wildnis. 5. Auflage. Neumann-Verlag, Radebeul  1982 (mit Wolfgang Ullrich).
- Wildnis ohne Hoffnung? 2. Auflage. Neumann-Verlag, Radebeul 1970 (mit Wolfgang Ullrich).

Kinder- und Jugendbücher
- Die Affenhochzeit. 2. Auflage. Kinderbuchverlag, Berlin 1977.
- Kili, der Rüsselaffe. Ein Urwaldmärchen Verlag Junge Welt, Berlin 1991.
- Hiddensee-Sehfahrt. Verlag Junge Welt, Berlin 1991.
- Spreewald- und Wiesenfahrt. In sieben Briefen und mit einem Vorspiel. Junge Welt, Berlin 1985 (Querlandein; 7).
- Kanga. Ein Tag im Leben eines Schimpansen. Altberliner Verlag, Berlin 1988.
- Hamissi, der Fährtensucher. Verlag Junge Welt, Berlin 1988, ISBN 3-7302-0194-8.
- Traumpferdreiten oder die märchenwahre Geschichte vom Julchen, das nicht die dumme Jule sein wollte. Verlag Junge Welt, Berlin [Erstauflage: 1985] 1990, ISBN 3-7302-0500-5.
- Flip und die Wunderschuppe. Ein Märchen über das Korallenriff. Verlag Junge Welt, Berlin 1991, ISBN 3-7302-0766-0.
- Geschichten von Florinchen. Verlag Nagel & Kimche, Zürich 1993, ISBN 3-312-00769-0.
- Florinchen schafft das mit links. Verlag Nagel & Kimche, Zürich 1995, ISBN 3-312-00784-4.

## Hörspiel
- 1989: Traumpferdreiten oder: Wo kommen bloß die Babies her? – Regie/Bearbeitung: Karin Lorenz (Kinderhörspiel – Litera)

## Auszeichnungen
- 1982: Preis zur Förderung der populärwissenschaftlichen Kinderliteratur vom Verlag Junge Welt (zusammen mit Gabriele Stave, Fred Seeger, Rudolf Peschel)[2]
- 1982: Otto-Nuschke-Ehrenzeichen in Silber[3]
- 1984: Martin-Andersen-Nexö-Kunstpreis der Stadt Dresden[4]